# Hegyi pávafácán
A hegyi pávafácán vagy Rotschild-pávafácán (Polyplectron inopinatum) a madarak osztályának tyúkalakúak (Galliformes) rendjébe és a fácánfélék (Phasianidae) családjába tartozó faj.

## Előfordulása
A Maláj-félszigeten Malajzia és Thaiföld területén honos. Hegyvidéki erdők lakója 1000 méter tengerszint feletti magasságban. Felhatol egészen 1800 méteres magasságig is.
A Polyplectron fajok közül ez az egyetlen faj, amelyik hegyvidéki területeken él, a többi faj kizárólag a síkvidéki esőerdők lakója.
Elterjedési területén előfordul egy másik pávafácán faj is, a maláj pávafácán (Polyplectron malacense), azonban ettől a fajtól földrajzilag különül el, mivel az is csak síkvidéken fordul elő.

## Megjelenése
Testhossza 65 centiméter. Tollazatára a szürke és a barna a jellemző. A hím farka mint a pávafácánoknál mindenütt, ennél a fajnál is jóval hosszabb, mint a tojóé. A hím farokhossza 32-40 centiméter, míg a tojóé csak 22-27 centiméter. Farkán, mint a testén mindenütt apró, fekete színű fényes pávaszemet visel.
A hegyi pávafácánnál hiányzik a többi fajra jellemző tollcsomó a fejen és pofája teljesen tollas, nincs rajta csupasz rész.

## Életmódja
A szabad természetben folytatott életmódjáról nem sokat tudni. Mivel nem egy hangos madár, nehéz a dús aljnövényzetben rábukkanni.
Magvakkal, gyümölcsökkel táplálkozik, de viszonylag sok rovart is fogyaszt.

## Szaporodása
Fészekalja 2 tojásból áll, melyen 19-21 napig kotlik. Ebben is különbözik a többi pávafácánfajtól, melyek többnyire csak egyetlen tojást raknak fészekaljanként. A többi Polyplectron fajhoz hasonlóan poligám madár, a hím a tojásrakást követően elhagyja a tojót és újabb párt keres magának.

## Felfedezése és rendszertani helyzete
A hegyi pávafácán az utolsó felfedezett faj a pávafácánok közül. A 19. század végére hat faj volt ismert a tudomány számára a pávafácánok közül. A bronzfarkú pávafácánt (Polyplectron chalcurum) akkor még külön nemzetségbe sorolták Chalurus chalcurum néven. A fő elkülönítés oka az volt, hogy annak a fajnak egyszerű, pávaszemek nélküli farka volt szemben a másik öt faj farkával.
A hegyi pávafácán első egyedeit 1902-ben hat pávafácánt gyűjtöttek be a Maláj-félsziget hegyi erdeiben. A madarakról kiderült hogy nemcsak új fajt képviselnek, de átmenetet jelentenek a legprimitívebbnek tartott bronzfarkú pávafácán és a többi fejlettebb faj között. Ennek a fajnak a bronzfarkú pávafácánhoz hasonlóan hosszú, hegyes farka volt (a többi fajé lekerekített végű), ám ott díszlett rajta fejlettebb fajokra jellemző pávaszemek. A fajt lord Walter Rothschild, a 20. század elejének egyik kiemelkedő zoológusa írta le 1903-ban és a bronzfarkú pávafácánhoz való nagyfokú hasonlósága miatt a Chalcurus nembe sorolta Chalcurus inopinatus néven. Az ő tiszteletére hívják a fajt sokfelé Rothschild-pávafácánnak. Később a rendszertannak foglalkozó kutatók úgy döntöttek, hogy mind a hét faj elég közeli rokona egymásnak ahhoz, hogy mindet a Polyplectron nemben egyesítsék.

## Külső hivatkozások
- Fotók és videók a fajról